# هربار که گریه می‌کنم
«هربار که گریه می‌کنم» (انگلیسی: EveryTime I Cry) ترانه‌ای از خوانندهٔ آمریکایی ایوا مکس است. این ترانه در ۸ ژوئن ۲۰۲۱ از طریق آتلانتیک رکوردز منتشر شد. این یک ترانه الکتروپاپ است که توسط مکس، کارولاین پنل، لورن آکوئیلینا، شان مایر، سیرکوت نوشته شده و توسط سیرکوت و شان مایر تهیه شده‌است. اشعار آن تأثیر و نتیجهٔ توانمندسازی زنان در شرایط دشوار را توصیف می‌کند.